# Bandera de la India
La bandera de la India, también conocida como tiranga (तिरंगा en hindi) que significa tres colores, aunque no se trata de una bandera tricolor, está compuesta por tres franjas horizontales con las mismas dimensiones, de color naranja la superior, blanco la central y verde la inferior. En el centro tiene una rueda azul marino con veinticuatro picos, conocida como ashoka chakrá, tomada de la columna Ashoka (en Sarnath). El diámetro de este chakrá es tres cuartas partes de la altura de la franja blanca. La proporción entre la altura de la bandera contra su ancho es 2:3. La bandera es también el estandarte del ejército indio, colocado diariamente en las instalaciones militares, fue adoptada en su forma actual durante una reunión ad hoc de la Asamblea Constituyente celebrada el 22 de julio de 1947, pocos días antes de la independencia de los británicos el 15 de agosto. Ha servido como bandera nacional del Dominio de India entre el 15 de agosto de 1947 y el 26 de enero de 1950 y de la República de India de ahí en adelante.
En India, el término "tricolor" (tri rangā, en hindi) se refiere prácticamente en todo momento a la bandera nacional. El color azafrán significa el coraje, el sacrificio y el espíritu de renuncia, el blanco la pureza y la verdad, y el verde la fe y la fertilidad. La rueda representa el carácter dinámico de un cambio pacífico, realizado de forma progresiva.
Debe destacarse que el color que se usa actualmente en la parte alta en todas sus formas, es resplandor naranja o calabaza en vez de azafrán o más tonalidades más oscuras de este, como el goldenrod o el goldenrod oscuro.
El diseño de la bandera fue realizado por Pingali Venkayya. Las especificaciones de la bandera requieren que la bandera sea hecha solamente de khadi, un tipo especial de estambre tejido a mano. El uso y la muestra de la bandera son estrictamente regulados por el Código Indio de la Bandera.

## Diseño

Hoja de construcción de la Bandera India.

La siguiente tabla presenta diferentes códigos de los colores de la bandera india. Se presentan en HTML RGB Colores web (notación hexadecimal), el equivalente en CMYK, colores textiles y el número en pantonalidad equivalente.
| Color       | HTML    | CMYK         | RGB         | Color textil | Pantonal |
| ----------- | ------- | ------------ | ----------- | ------------ | -------- |
| Azafrán     | #FF9933 | 0-50-90-0    | 255-153-51  | Azafrán      | 1495c    |
| Blanco      | #FFFFFF | 0-0-0-0      | 255-255-255 | Gris frío    | 1c       |
| Verde       | #138808 | 100-0-70-30  | 19-136-8    | Verde India  | 362c     |
| Azul marino | #000080 | 100-98-26-48 | 0-0-102     | Azul marino  | 2755c    |

El valor oficial (CYKM) de la franja superior es (0,50,90,0) -que es más cercano al color calabaza- siendo (0,54,90,0) el verdadero valor del azafrán y el azafrán oscuro o goldenrod son (4,23,81,5) y (0,24,85,15), respectivamente.

## Simbolismo

El Chakra Ashoka, la rueda de la justicia.

Pocos días antes de la independencia de la India el 15 de agosto de 1947, la Asamblea constituyente decidió que la bandera de la India tendría que ser aceptable para todos los partidos y grupos de la época. Se escogió una bandera con tres colores, azafrán, blanco y Verde con el chakrá ashoka, la rueda de la justicia. Sarvepalli Radhakrishnan, que después se convirtió en el primer vicepresidente de la India, dejó claro que la bandera adoptada tenía un significado claro:

El color azafrán denota renuncia. Nuestros líderes tienen que ser indiferentes a las ganancias materiales y dedicarse sólo a su trabajo. El blanco en el centro marca el camino de la verdad para guiar nuestra conducta. El verde muestra nuestra relación con el sol, nuestra relación con la vida vegetal. El chakrá ashoka en el centro del blanco es la rueda de la justicia de dharma. India no debería resistir más el cambio, debe moverse e ir hacia delante. La rueda representa el dinamismo de un cambio pacífico. Representa también las 24 horas de un día.

Una interpretación que es conocida popularmente, aunque no es oficial, es que el azafrán significa pureza y espiritualidad, el blanco paz y verdad mientras que el verde es fertilidad y prosperidad. Por último la rueda signficiaría justicia.

## Historia

Bandera de la India británica.

En el inicio del siglo XX, dado que el movimiento de independencia de la India, que buscaba la libertad permanente del Dominio colonial británico, consiguió ganar terreno, se vio la necesidad de una bandera nacional que sirviera como un podereso símbolo de esas inspiraciones de independencia. En 1904 Irmã Nivedita, una discípula de Swami Vivekananda, sugirió una primera bandera de la India, que más tarde se conoció como «bandera de Irmã Nivedita». Era un cuadrado de color rojo con un encuadre amarillo; mostraba una vajra (rayo) con un loto sagrado a cada lado. Se inscribieron las palabras «madre [tierra], me inclino ante ti» en bengalí. El color rojo ejemplificaba la lucha por la libertad, el amarillo significaba victoria y el loto la pureza.

Bandera de Calcuta (1906).

La primera bandera tricolor salió a la luz el 7 de agosto de 1906, durante una protesta contra la partición de Bengala, por Schindra Prasad Bose en Calcuta. Esa bandera fue conocida como la Bandera de Calcuta. Tenía tres bandas horizontales de igual tamaño, la superior de color naranja, la del centro de amarillo y la inferior verde. Tenía ocho flores de loto semiabiertas en la parte superior, mientras que abajo había una figura de un sol y de una luna creciente. Las palabras vande mataram fueron escritas en el centro con letra devánagari.

Bandera del Comité de Berlín (1907).

El 22 de agosto de 1907 Bhikaiji Cama desplegó otra bandera tricolor en Stuttgart, Alemania. La parte superior era verde, azafrán la central y roja la inferior. El verde hacía referencia al Islam, el azafrán a la vez para hinduismo y budismo. La bandera tenía ocho lotos en la banda verde, representado a las ocho provincias de la India británica. Tenía escritas las mismas palabras que la bandera de Calcuta. En la parte inferior había una luna creciente y al lado opuesto un sol. Fue diseñada por Bhikaiji Cama, Veer Savarkar y Shyamji Krishna Varma. Esta bandera, a partir de la Primera Guerra Mundial, fue usada por el Comité de Berlín que reunía a los revolucionarios indios exiliados. Por otro lado y al mismo tiempo, la bandera del Partido Ghadar fue usada en Estados Unidos como símbolo de la India aunque solo por un corto período.

Bandera de la Liga de Autogobierno de Toda la India (1917).

La Liga de Autogobierno de Toda la India, formada por Bal Gangadhar Tilak y Annie Besant en 1917 adoptó una nueva bandera, la cual incluía cinco bandas rojas y cuatro verdes horizontales. Sobre el cuadrante superior izquierdo se situaba la bandera del Reino Unido, lo que significaba el estatus de dominio que la Liga intentaba alcanzar. Una luna creciente y una estrella, ambas en blanco se encontraban en el lado opuesto a la bandera británica. Siete estrellas blancas se disponía como la constelación de la Osa Mayor que tiene un carácter sagrado para el hindúismo.
Un año antes, en 1916, Pingali Venkayya, de Machilipatnam, intentó elaborar una bandera nacional común a todos. Sus esfuerzos llamaron la atención de Umar Sobani y SB Bomanji que juntos formaron la Misión de la Bandera Nacional Indiana. Cuando Venkayya buscó la aprobación de Mahatma Gandhi para la bandera, Mahatma sugirió la incorporación del chakrá, como una rueda de hilar en la bandera, que simboliza la "personificación de la India y la redención de todos sus males". La humilde rueda se convirtió en un símbolo de la recuperación económica de la India. Venkayya pensó en una bandera con el chakrá sobre un fondo rojo y verde. Sin embargo, Gandhi respondió que esa bandera no representaba a todas las religiones de la India.

Bandera no oficial adoptada en 1921, con el chakrá entre las tres bandas.

Se diseñó otra bandera para abordar las preocupaciones de Gandhi. En esta ocasión fue tricolor, con blanco en la parte superior, verde en el medio y rojo en la inferior, simbolizando a las religiones minoritarias, musulmanes e hindúes, respectivamente, con el chakrá situado entre las tres bandas. Las paralelas fueron retiradas por ser muy semejantes a la Bandera de Irlanda, símbolo de otra lucha por la independencia del Imperio Británico. Esta bandera fue, primeramente, enarbolada en la reunión del congreso en Ahmedabad. Aunque esta bandera no había sido adoptada como banderal oficial del Congreso Nacional Indio, esta fue usada durante el movimiento de independencia.
Con todo, hubo muchos que no quedaron satisfechos con la interpretación de la bandera. El Congreso de la India Sánscrita, que reunió en Calcuta en 1924, sugirió la inclusión del color azafrán o el ocre y la maza de Vishnú como símbolo de los hindúes. Más tarde, en ese año, se sugirió el geru (una tierra de color rojizo) que, según ellos, "caracteriza el espíritu de renuncia y simboliza un ideal común para algunos hindúes y musulmanes". Los sijs reforzaron su reivindicación para la inclusión del color amarillo, que los representaría. Si esa petición no se atendía, persistirían en la idea de que la bandera abandonara totalmente el simbolismo religioso.

Bandera de la India propuesta en 1931.

Bandera independentista de la India en 1931, cuando el territorio aún se encontraba bajo dominación británica.

Para resolver estas cuestiones el Cómite de Trabajo del Congreso nombró un Comité de la Bandera de siete miembros el 2 de abril de 1931. Como resultado de sus deliberaciones, propuso una bandera en un solo color, ocre, y una charkha en la parte superior del rectángulo. Pese a la recomendación del comité de bandera, el Congreso Nacional Indio no la adoptó al considerarla un proyecto con una ideología comunista.
Más tarde, se aprobó la resolución final sobre la bandera en una reunión del Comité del Congreso en Karachi en 1931. La bandera tricolor fue aprobada y, en seguida, diseñada por Pingali Venkayya. Está compuesta por tres bandas horizontales de color azafrán, blanco y verde, con una Charkha situada en el centro. Los colores fueron interpretados de la siguiente forma: azafrán por el valor; blanco por la verdad y la paz; verde por la fe y la prosperidad. La Charkha simboliza la revitalización económica de la India y la laboriosidad de su pueblo.
Al mismo tiempo se estaba usando una variante de bandera por el Ejército Nacional Indio, la cual incluía las palabras Azad Hind con un tigre en el lugar de la Chakra. Hacía referencia a la lucha armada de Subhas Chandra Bose en oposición a la política de "no violencia" de Gandhi. Esta, tricolor, fue izada por primera vez en suelo indio en Manipur por Bose.

Pocos días antes de que la India consiguera su independencia del Imperio Británico en agosto de 1947, la Asamblea Constituyente se formó para discutir sobre la bandera de la India. Crearon un comité al respecto presidido por Rajendra Prasad que incluía a Abul Kalam Azad, Sarojini Naidu, C. Rajagopalachari, Kanhaiyalal Maneklal Munshi y B.R. Ambedkar como seis miembros. El Comité de Bandera se constituyó el 23 de junio de 1947 cuando se iniciaron las deliberaciones sobre el asunto. Después de tres semanas tomaron una decisión el 4 de julio de 1947, considerando que la bandera del Congreso Nacional Indio debería ser adoptada como Bandera Nacional de India con las adecuadas modificaciones para que fuera aceptada por todos los partidos y comunidades del país. Entre esos cambios se adoptó la Rueda del dharma en vez de la Chakra. La bandera fue enarbolada por primera vez como la de un país independiente el 15 de agosto de 1947.

Bandera de la Compañia Británica de las Indias Orientales (1600-1707)
Bandera de la Compañia Británica de las Indias Orientales (1707-1801)
Bandera de la Compañia Británica de las Indias Orientales (1801-1858)
Bandera del Raj Británico
Bandera de Calcuta (1906)
Bandera del Comité de Berlín (1907)
Bandera de la Liga de Autogobierno de Toda la India (1917)
Bandera no oficial propuesta por Ghandi en 1921
Bandera propuesta en 1931.
Bandera propuesta en 1931.

## Banderas similares

Bandera de Níger